# Felsenbühne Rathen

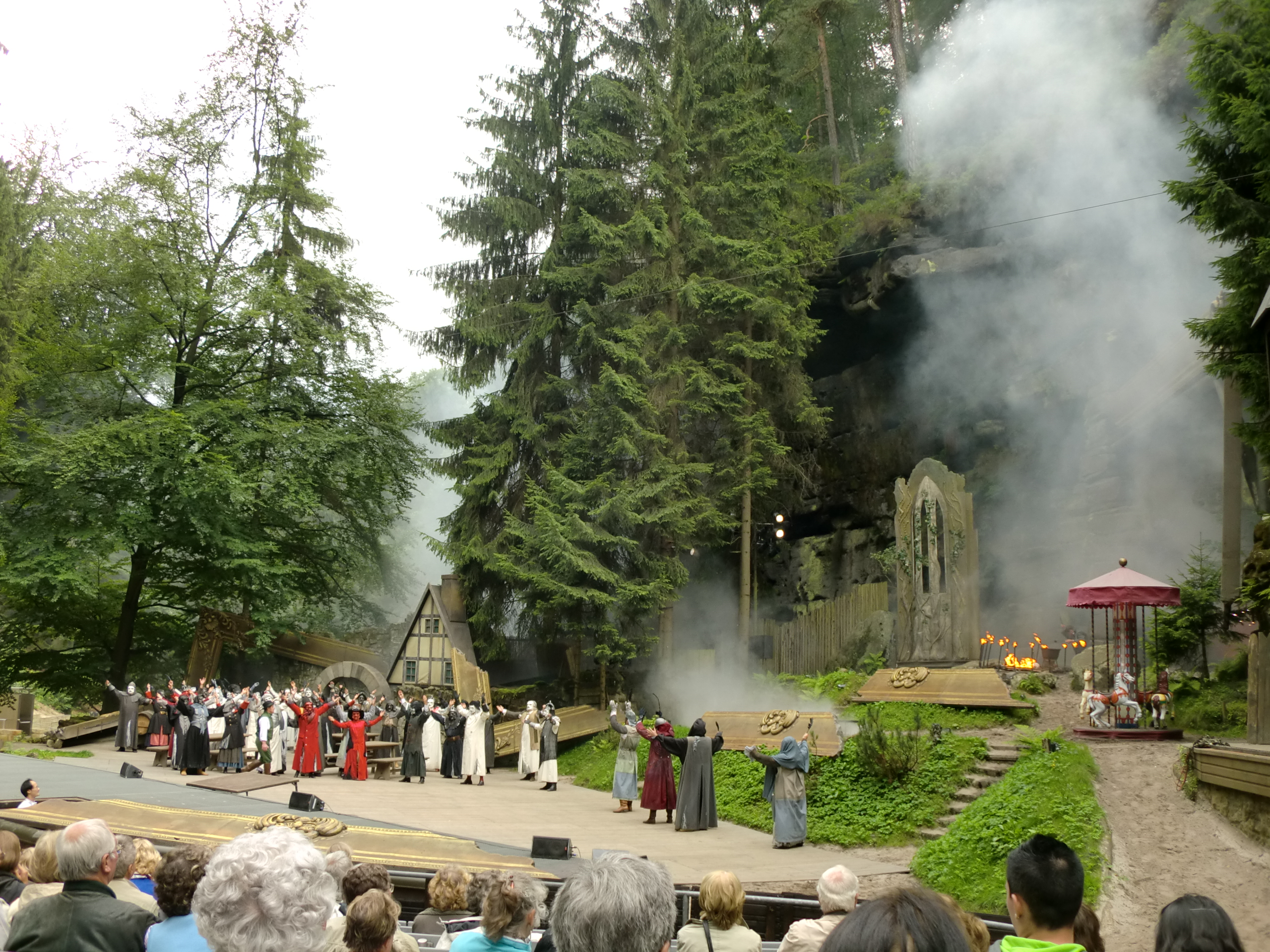
Felsenbühne Rathen: Der Freischütz

Die Felsenbühne Rathen ist eine Naturbühne in der Sächsischen Schweiz. Sie befindet sich im Kessel am oberen Ende des Wehlgrundes zwischen den Felsen Kleine Gans und Großer Wehlturm unterhalb von Bastei und Felsenburg Neurathen. Der Kesseleingang zweigt kurz oberhalb der Mündung des Amselgrundes links ab. Das Freilufttheater hat 1.954 Plätze, von denen 1.800 verkaufbar sind.

## Geschichte
Das Freilichttheater wurde 1936, angeregt von den Ideen der Thingbewegung, von der Gemeinde Rathen für die Aufführung von Schauspielen und Musikstücken angelegt.
Die Eröffnung erfolgte am 24. Mai 1936 mit dem „Basteispiel“ von Kurt Arnold Findeisen. An dem Stück wirkten 200 Rathener Einwohner vor und hinter der Bühne mit. Bereits 1937 wurde die Bühne vom Sächsischen Gemeindekulturverband übernommen. Ein Jahr später (1938) fanden die ersten Karl-May-Festspiele statt. Infolge des Zweiten Weltkrieges ruhte der Spielbetrieb ab 1942.
1946 erfolgte die Wiedereröffnung der Felsenbühne, die seit 1954 von den Landesbühnen Sachsen bespielt wird. Als Eröffnungsstück der Landesbühnen wurde am 6. Juni 1954 das Schauspiel Götz von Berlichingen aufgeführt. Die Spielsaison 1954 zählte zwischen Juni und August mehr als 90.000 Besucher.

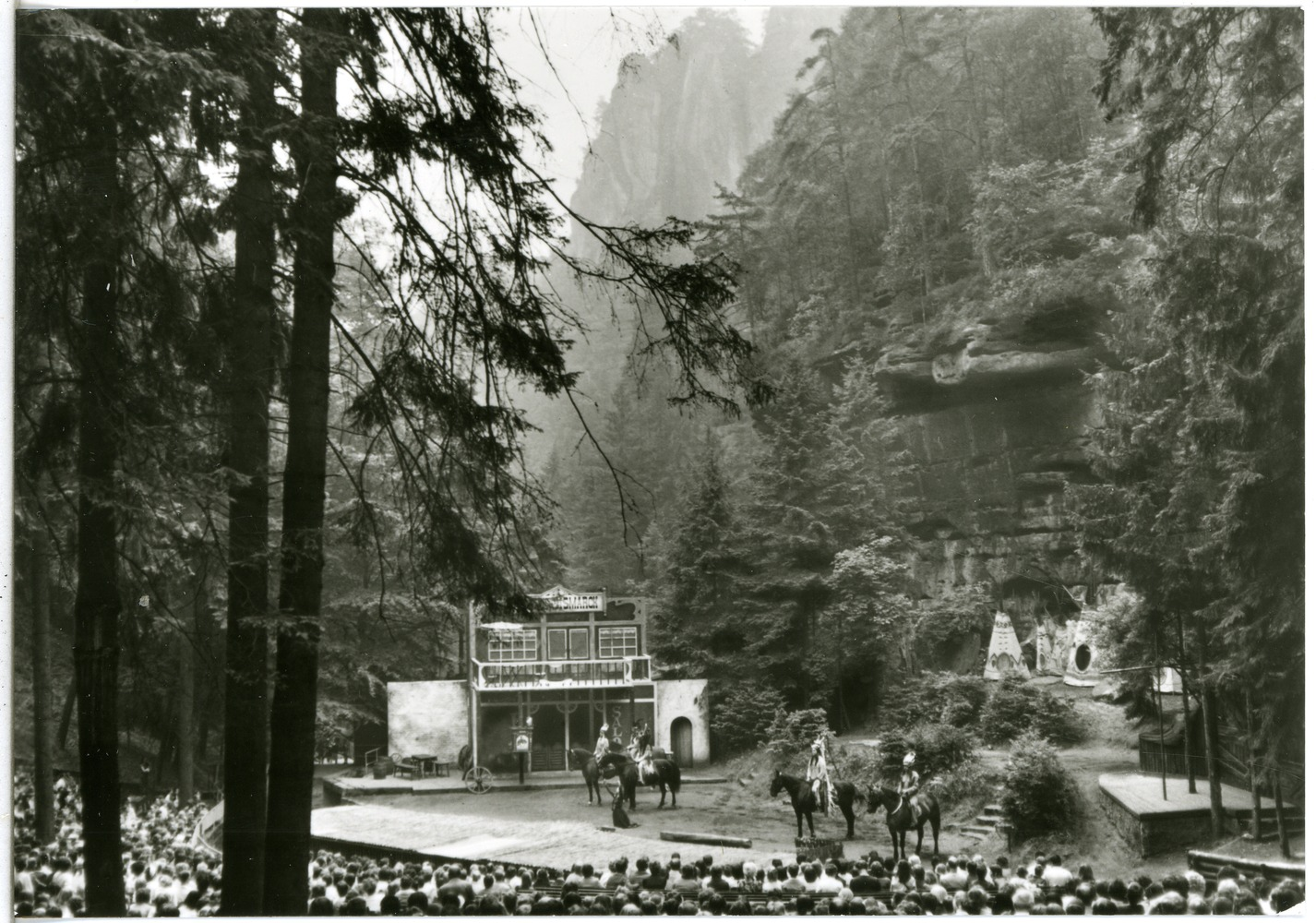
Inszenierung 1980

In den folgenden Jahren wurden insbesondere große dramatische bzw. musikalische Stücke aufgeführt, die vor der umgebenden Felsenkulisse eine besondere Wirkung entfalteten. Dazu zählten u. a. Der Freischütz (1956), Wilhelm Tell, Die Räuber, Iphigenie auf Tauris und Was ihr wollt. 1984 wurde mit der Aufführung von Der Schatz im Silbersee in einer Bearbeitung von Helmut Menschel die unterbrochene Tradition der Karl-May-Rezeption von den Landesbühnen Sachsen wieder fortgeführt. So folgten unter anderem 1987 Winnetou (Bearbeitung Uwe Wolf) und 1995 Old Surehand (Bearbeitung Olaf Hörbe). Aus Anlass des 165. Geburtstages Karl Mays startete am 23. Juni 2007 das neue Stück Der Schatz im Silbersee in einer Bearbeitung des Schauspielers und Regisseurs Olaf Hörbe.
Im Herbst 1984 war die Felsenbühne Rathen Schauplatz für die Dreharbeiten zur Polizeiruf-110-Folge Ein Schritt zu weit (Arbeitstitel: „Angst“) des damaligen DDR-Fernsehens. Hier sowie an weiteren Drehorten der Sächsischen Schweiz – Stolpen, Rathen, Hinterhermsdorf – wirkten u. a. die Schauspieler Herbert Köfer, Susanne Düllmann, Marlies Ludwig und Christel Peters mit. Die von der Landesbühne Sachsen inszenierte Oper Der Freischütz war in längeren Szenen Teil der Filmhandlung. Erstausstrahlung des Films: 1. September 1985, DDR1.
In den sommerlichen Spielzeiten zwischen Mai und September finden hier bis zu 90 Vorstellungen der Landesbühnen Sachsen statt. Das Programm bietet von Musiktheater über Schauspiel, von klassischen bis hin zu modernen Stücken ein abwechslungsreiches Angebot. Traditionelle Aufführungen sind neben den Karl-May-Stücken der Freischütz, Hänsel und Gretel und Carmina Burana. 
Zwischen September 2019 und April 2022 wurde die Naturbühne für 18,4 Millionen Euro modernisiert. Entstanden ist ein modernes Funktionsgebäude mit neuen Garderoben, Arbeits- und Technikräumen sowie Lagermöglichkeiten. Für die Fassade wurde Lärchenholz aus dem Tharandter Wald verwendet. Die Bühne, die nun wesentlich größer als zuvor ausfällt, ist mit speziellem Reitsand ausgestattet. Das Orchester sitzt nicht mehr in einem Orchestergraben unter der Bühne, sondern sichtbar in einem Orchesterpavillon am Funktionsgebäude.

## Besucherzahlen
- 2003: 78.010 Besucher[6]
- 2010: 40.500 Besucher[7]
- 2015: 73.400 Besucher[8]
- 2016: 63.000 Besucher bei 82 Veranstaltungen[9]
- 2023: 73.000

## Galerie

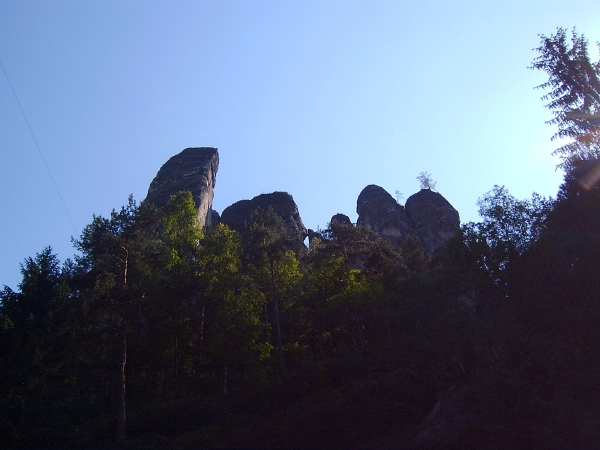
Felsen des Wehlgrundes bilden die Kulisse der Felsenbühne
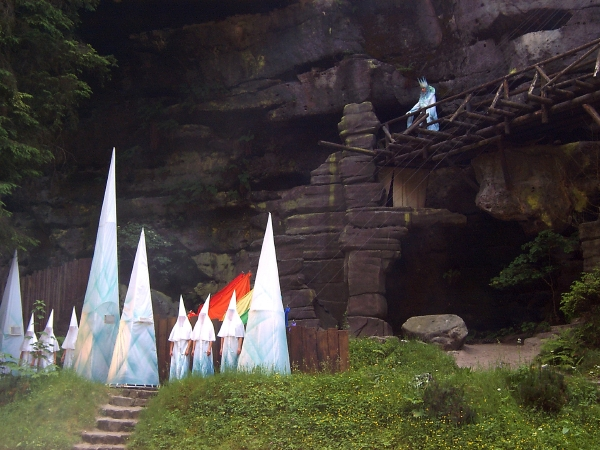
Szene aus dem Kindermusical Der Regenbogen (2007)
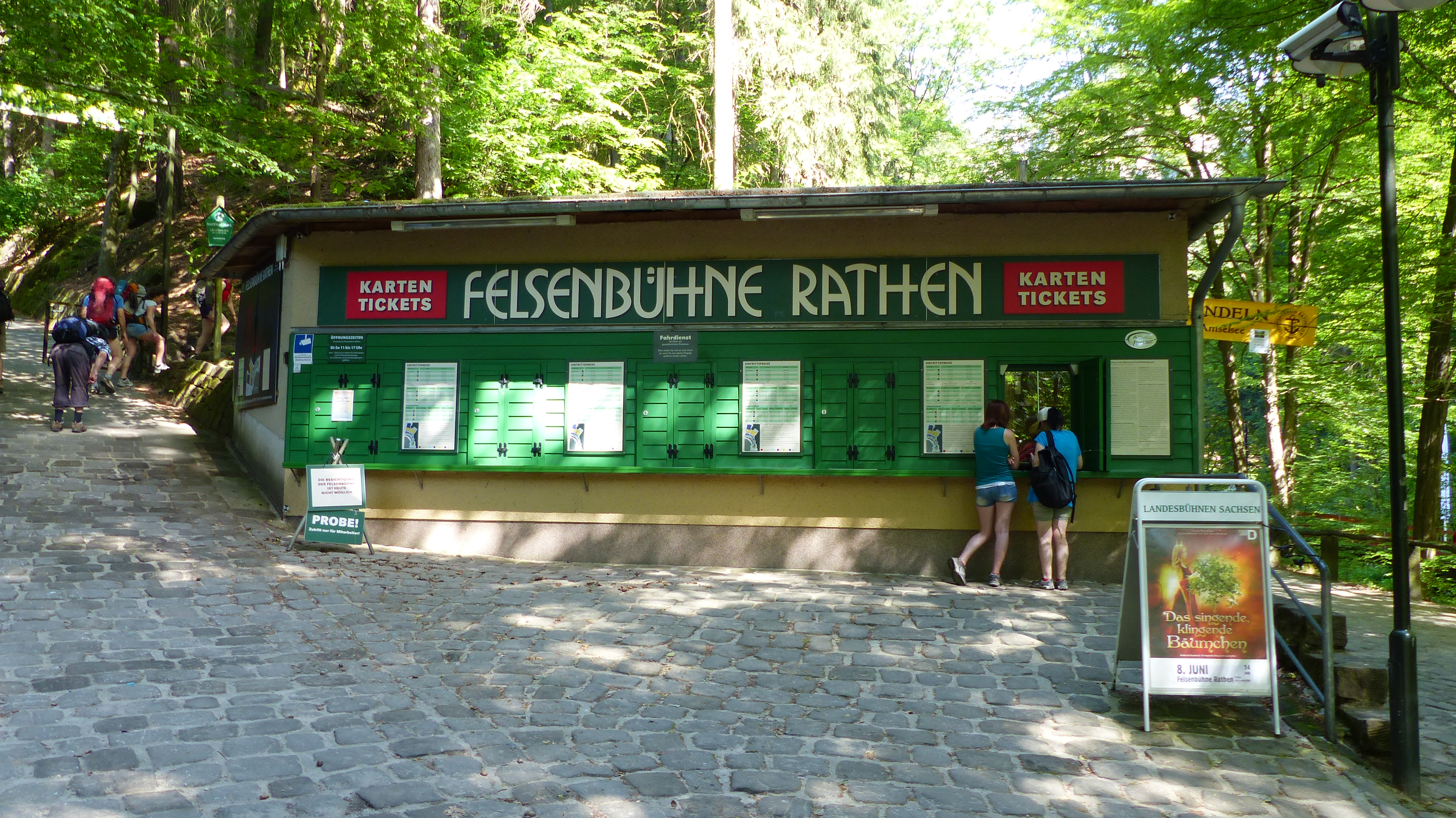
Kasse im Amselgrund (2014)
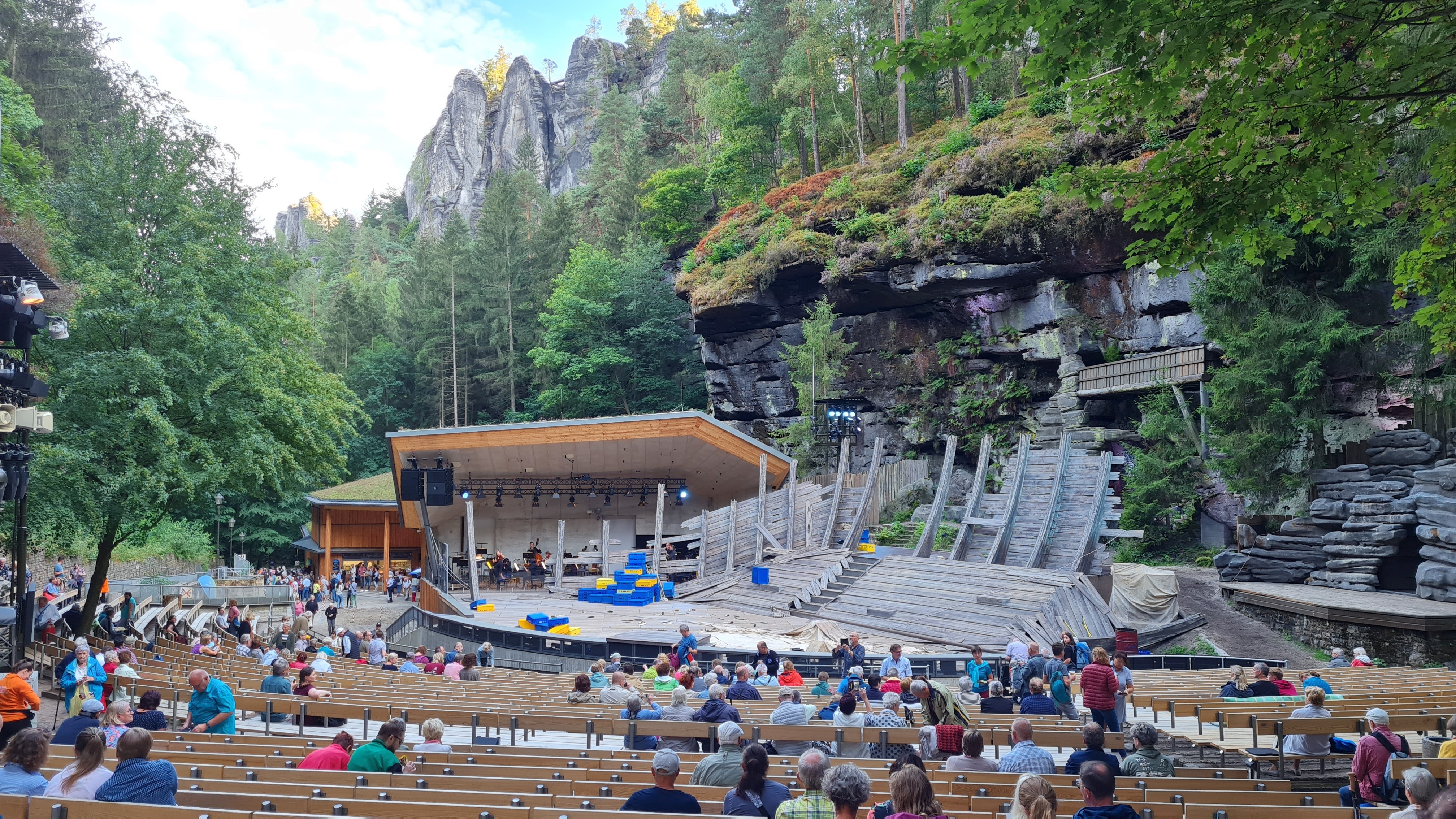
Bühne und Orchesterpavillon 2022
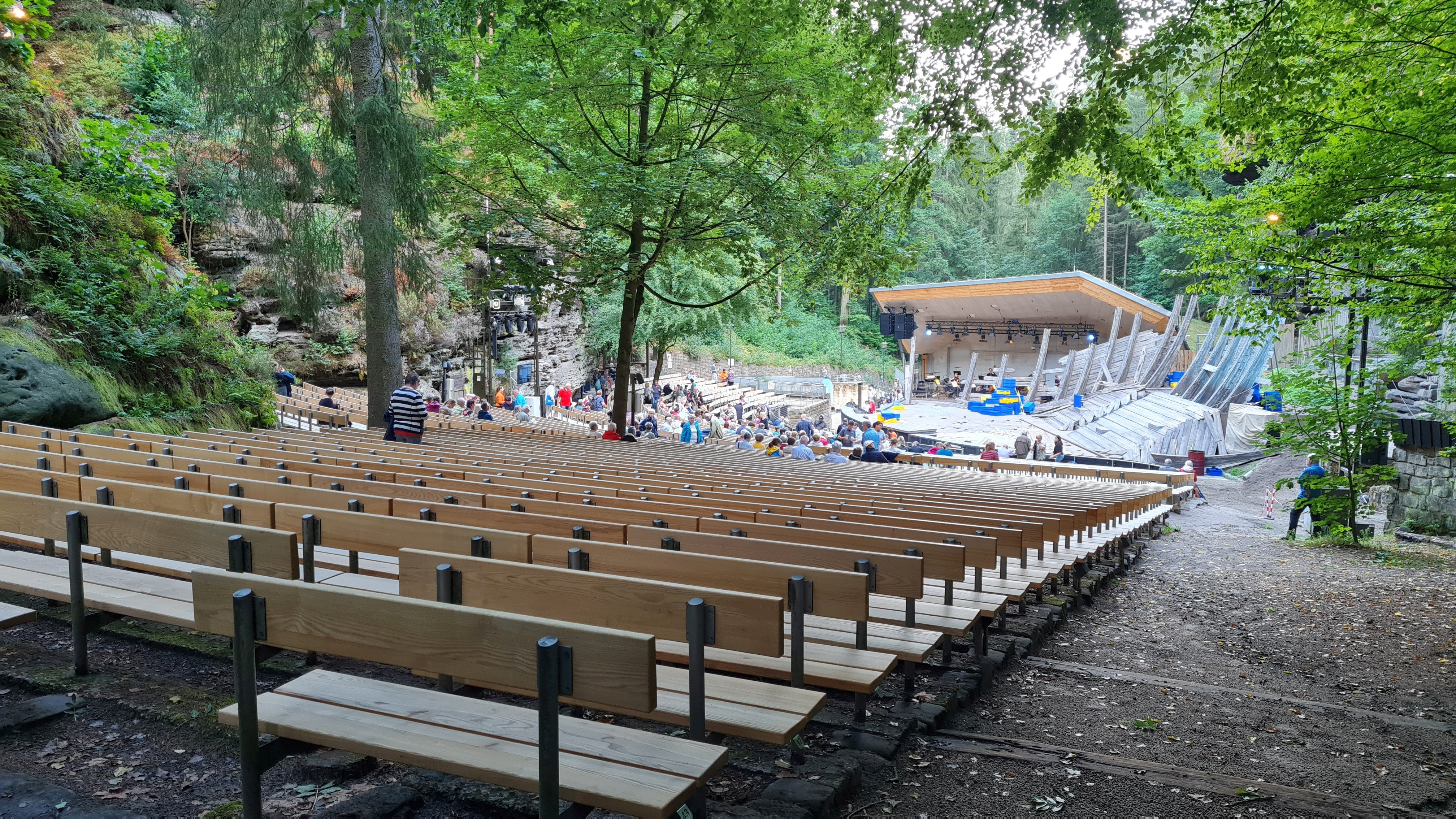
Zuschauerreihen 2022

## Dokumentarfilm
- Traumkulisse im Elbsandsteingebirge – 80 Jahre Felsenbühne Rathen. Dokumentarfilm, Deutschland, 2016, 29:56 Min., Buch und Regie: Susann Krüger, Produktion: schmidtFilm, Kamera: Simon Roloff, MDR Sachsen, Reihe: Der Osten – Entdecke, wo du lebst, Erstsendung: 24. Mai 2016 bei MDR Fernsehen, Inhaltsangabe und online-Video von MDR.